# المملكة المحرمة (فلم)
المملكة المحرمة (بالإنجليزية: The Forbidden Kingdom) هو فيلم حركة تم إنتاجه في الصين والولايات المتحدة وصدر في سنة 2008.

## القصة
تبدأ قصة الفيلم حول صبي يدعى جيسون مهووس بالفنون القتالية الصينية وأفلام الكونج فو الصينية . يذهب ذات يوم إلى محل للرهونات حيث يكتشف هناك عصا صينية أثرية هذه العصا كانت ملكا للملك القرد و عندما مسك العصا ظهرت قوة قد جعلته ينتقل إلى الصين القديمة . يصادف في هذا العالم معلم الكونج فو لو يان و مع انه يظهر كشخص مبهذل و شحاذ لكنه قوته و مهارته دفعت جيسون بأن يكون تلميذه.
و يلتقي جيسون أيضا بمعلمي جونج فو ماهرين . فتاة تدعى جوادن سبارو و رجل آخر يدعى سيلنت مونك بعدما يشاهدون العصا التي يملكها جيسون و يعرفون قصته يقررون الذهاب في مهمة خاصة , فالقصة تحكى بأن ( الملك القرد ) مسجون تحت جبل يسمى الاصابع الخمسة و الذي سجنه هو بوذا بنفسه , و الذي سيحرره هو شاب أجنبي . و أيضا سيرجع إليه العصا و سيتمكن من العودة إلى موطنه . لكن الإمبراطور جايد عندما يعلم بوجود الصبي و العصا , يرسل ثلاثة من أمهر حراسه بقيادة شياطين الشعر الأبيض ليقبضوا على الصبي و يحصلوا على العصا , و من هنا تبدأ رحلة المطاردة و قصة الممكلة المحرمة .

## طاقم التمثيل
- جاكي شان
- جت لي
- مايكل أنجارانو
- ليو يي فاي

## الميزانية والإيرادات
بلغت تكلفة إنتاج الفيلم حوالي 55 مليون دولار بينما حقق أرباحا تقدر بـ 127,906,624 دولار.

## روابط خارجية
- مقالات تستعمل روابط فنية بلا صلة مع ويكي بيانات